# 激論教室
『激論教室』（げきろんきょうしつ）は、うれま庄司のライトノベルである。

## 概要
同書は2013年7月3日にスマッシュ文庫（PHP研究所）より刊行されたライトノベルである。
同書のイラストはたいちょが務めている。
同作は『彼女を言い負かすのはたぶん無理』に続いてライトノベルとしては異端となるジャンル・ディベートを取り上げたうれま庄司の作品となっている。

## あらすじ
幼い頃の約束を果たすため、ディベート教育を積極的に取り入れた卒業率10%以下の国策校・国立争論高校のディベート科に補欠合格した一ノ瀬春人が入学後目にしたのは綺麗な机や整備された床ではなく、段ボールと腐りかけの床がある教室だった。春人は論争に勝てなければ落ちこぼれてしまうという学校のルールのもとでの生き残りをかけて様々な論題に立ち向かう。

## 登場人物
一ノ瀬 春人（いちのせ はると）
　本作の主人公。国立争論高校に補欠合格した。

## 既刊情報
- 著: うれま庄司、イラスト: たいちょ、スマッシュ文庫〈PHP研究所〉『激論教室』
  1. 2013年7月3日、ISBN 978-4-569-76047-6[3]